# スーザン・ジョージ (政治経済学者)

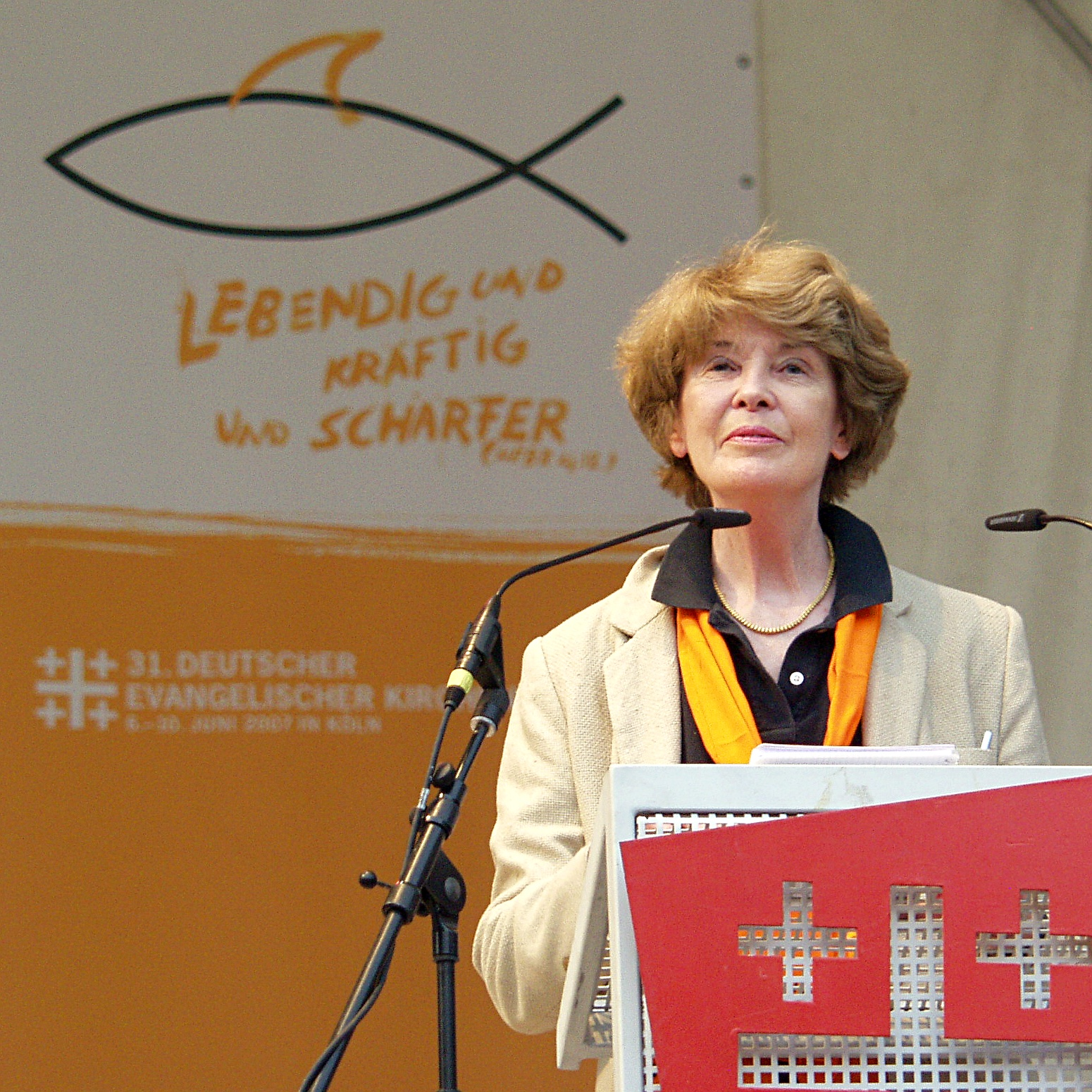
スーザン・ジョージ（2007年）

スーザン・ジョージ（Susan George、1934年6月29日 - ）は、アメリカ合衆国出身でフランス在住の政治経済学者、社会運動家。
グリーンピースやATTACなどで貧困・開発問題に取り組み、現在、民間シンクタンクのトランスナショナル研究所フェロー。
国際通貨基金や世界銀行が進める構造調整政策や、新自由主義的グローバリゼーションに対する批判で知られる。

## 日本語訳著書

### 単著
- 『なぜ世界の半分が飢えるのか――食糧危機の構造』（朝日新聞社、1980年／朝日選書、1984年）
- 『債務危機の真実――なぜ第三世界は貧しいのか』（朝日新聞社［朝日選書］、1989年）
- 『債務ブーメラン――第三世界債務は地球を脅かす』（朝日新聞社［朝日選書］、1995年）
- 『グローバル市場経済生き残り戦略――ルガノ秘密報告』（朝日新聞社、2000年）
- 『WTO徹底批判!』（作品社、2002年）
- 『オルター・グローバリゼーション宣言――もうひとつの世界は可能だ!もし…』（作品社、2004年）
- 『アメリカは、キリスト教原理主義・新保守主義に、いかに乗っ取られたのか?』（作品社、2008年）
- 『これは誰の危機か、未来は誰のものか――なぜ1%にも満たない富裕層が世界を支配するのか』（岩波書店、2011年）
- 『金持ちが確実に世界を支配する方法――1%による1%のための勝利戦略』（岩波書店、2014年）

### 共著
- （ファブリッチオ・サベッリ）『世界銀行は地球を救えるか――開発帝国50年の功罪』（朝日新聞社［朝日選書］、1996年）
- （マーティン・ウルフ）『「徹底討論」グローバリゼーション賛成／反対』（作品社、2002年）